# Ян Шембек
Я́н Себастія́н Ше́мбек (пол. Jan Sebastian Szembek; 1672 — 8 квітня 1731) — державний діяч Речі Посполитої. Представник шляхетського роду Шембеків гербу Шембек. Син Францішка Шембека і його дружини Барбари-Анни Рупньовської гербу Шренява. Великий канцлер коронний (1712—1731), сенатор, маршалок сейму (1701-1702). Великий підканцлер коронний (1702—1712), краківський намісник (1706-1709), великий референдар коронний (1699—1702). Староста бецький, ґрудзьондзький, ломжинський, любачівський і рожанський. Прибічник польського короля Августа ІІ Фрідріха. Представник проросійської партії. Учасник Сандомирської конферадції (1704). Провів ряд економічних реформ, завдяки яким зміг розбудувати собі розкішний маєток. Помер у Варшаві, Польща. Похований у варшавському кафедральному соборі Івана Хрестителя.